# Várható gólok
A várható gólok, angolul: expected goals (röviden: xG), a labdarúgócsapatok és -játékosok teljesítményének értékelésére használt teljesítménymutató, amely egy gólt eredményező gólszerzési lehetőség valószínűségét jelöli. Egyre több csapatsportban alkalmazzák. Az xG a kialakított gólhelyzetek és lövések mennyiségét és minőségét egyaránt figyelembe vevő mérőszám.

## Eredet
A z xG kifejezés eredetéről vita folyik. Tény, hogy Vic Barnett és kollégája, Sarah Hilditch használták a „várható gólok" (xG) kifejezést egy 1993-as tanulmányukban, amely az angliai labdarúgó-egyesületeknél a műfüves pályafelületek hatását vizsgálta a labdarúgócsapatok teljesítményére.

## Történelem
Az 1950-es években egy angol könyvelő, Charles Reep az elsők között állított össze pontos statisztikákat az angol labdarúgó-mérkőzések elemzéséhez, és eredményeit a Journal of the Royal Statistical Society című folyóiratban tette közzé. Arra a következtetésre jutott, hogy minden egyes passzal csökken a gólszerzés valószínűsége, ezért a közvetlen játékot és a hosszú passzokat preferálta.
Ezt a statisztikát először a jégkorongban használták, amely a labdarúgáshoz hasonló  – egy pálya két kapuval  –, de a statisztika számára egzaktabbul mérhető sportág, és Észak-Amerikában honosodott meg, ahol a sportelemzők nagyra értékelik a szofisztikált statisztikákat. 
Az xG-t Sam Green vezette be a labdarúgásba 2012-ben, a Premier League góllövőinek értékelésében a „várható gólokról", xG-ről írt.
Azt a kérdést tette fel: „Hogyan számszerűsíthetjük tehát, hogy a pálya mely területei vezetnek a legnagyobb valószínűséggel gólhoz, és ezért mely lövéseknek van a legnagyobb valószínűsége, hogy gólt eredményeznek? Ha meg tudjuk határozni ezt a mérőszámot, akkor pontosan és hatékonyan növelhetjük a gólszerzés és ezáltal a mérkőzések megnyerésének esélyét. Hasonlóképpen, a védekezés szempontjából is felhasználhatjuk ezeket az adatokat ahhoz, hogy a pálya kulcsfontosságú területeinek védelmével erősítsük a minél jobb esélyeket".
Green egy modellt javasolt „egy lövés célba találásának és/vagy gólszerzése valószínűségének" meghatározására. Ezzel a modellel „elemezhetjük az egyes játékosok lövéseit, és összeszámolhatjuk, hogy az egyes lövésekből milyen valószínűséggel lesznek gólok, így kapunk egy várható gól (xG) értéket."
Az xG prognosztizálási módszert Ted Knutson népszerűsítette, aki sikeresen használta azt az általa vezetett klubok, a Brentford és a Midtjylland eredményeinek elemzésére, amelyek tulajdonosa egy profi fogadó, Matthew Benham volt.
Az olyan videojátékok, mint a FIFA és a PES megjelenése, amelyek a játékosok teljesítményét próbálták számszerűsíteni, szintén arra késztette a labdarúgás szakembereit, hogy a számokba mélyedjenek. A Portsmouth stábjában dolgozó Michael Edwards először olyan statisztikákat tanulmányozott, mint például az egyes játékosok által megtett távolság. Ezután Liverpoolba költözött, ahol a klub amerikai tulajdonosainak támogatásával létrehozta adatbázisát. Ott fejlesztette ki az xG-elemzés metodikáját, és gólanalíziseivel jelentős segítséget nyújtott a csapatnak visszaszerezni az angol bajnoki címet.

## xGszámítás
Az xG számítás valószínűségszámítás, az xG valószínűséget fejez ki egy 0 és 1 közötti mutatóval. Az elvárt gólok kalkulációjának módja modelltől függően változik. Elsősorban annak a függvénye, hogy a pálya mely területéről próbálnak lőni: minél kisebb a lőtáv a kaputól és minél nagyobb a lövésszög, annál nagyobb az xG, annál nagyobb a valószínűsége annak, hogy gólt szerez. A pálya egyes területeihez tartozó valószínűségi mutatókat a korábbi mérkőzések adatai alapján határozzák meg.
Azonban más paraméterek is szerepet játszhatnak: 
- az a testrész, amellyel a játékos gólt ér el (jobb láb, bal láb, fej, mellkas stb.);
- a gól típusa (kapáslövés, fejelés stb.);
- a gólpassz típusa (hosszú indítás, keresztlabda, beívelés stb.);
- a góllövő labdaérintéseinek száma a gólt megelőzően (labdalevétel, kapuravezetés stb.);
- a játékhelyzet típusa (támadás, kontra, szabadrúgás, büntetőrúgás, szöglet stb.);
- a lövő előtt álló védők száma;[10]
- egy az egyben helyzetről van-e szó;
- lepattanó labdából születik-e a gól;
- a mérkőzés dinamikája (melyik csapat vezet, mennyivel, mennyi idő telt el).[2]

Egy büntetőrúgás esetében az xG 0,79, azaz a lövőnek 79%-os esélye van a gólszerzésre.

## Alkalmazás
Lényegében a szerzett és a várt gólok közötti különbséget elemzik ki az egyes játékosok tekintetében éppúgy, mint a csapat egészére vonatkozóan.
Egy játékosra esetében az xG több dolog prognosztizálására is alkalmas:
- Ha egy játékosnak kisebb az xG értéke, mint a ténylegesen szerzett gólok száma, akkor az adott játékos jó befejezőjátékosnak, a kapu előtt kiemelkedő tehetségnek számít. Ha nem, akkor valószínűleg megkülönböztetett energiával kell dolgoznia ezen a paraméteren az edzéseken.
- Ha egy játékos xG értéke jóval kisebb, mint a ténylegesen szerzett gólok száma, akkor valószínűleg eddig szerencséje is volt, és feltételezhető, hogy a jövőbeni mérkőzéseken ritkábban fog gólt szerezni.

Egy csapatra alkalmazva az xG-t a meglévő játékstratégia hitelesítésére vagy megkérdőjelezésére lehet alkalmazni. Ha egy csapat kevés gólt lőtt, de magas az xG mutatója, akkor az aktuális stratégiai elképzeléseit érdemes tovább vinnie, és türelmesnek kell lennie, az eredmények javulni fognak. Ha mégsem, akkor taktikai változtatásra lesz szükség.
Például a magyar labdarúgó-válogatott a Nemzetek Ligájában a második helyet érte el 2022-ben, xG mutatója 0,142 volt. Ez azt jelenti, hogy az xG értéke a második legjobb lett a saját csoportjában, az összes A-csoportos csapatot figyelembe véve pedig a negyedik helyen végzett. Az xG mutató azt jelzi, hogy a magyar válogatott jó minőségű helyzeteket alakított ki már a kapura lövéseket megelőzően, ami szignifikáns javulást jelent a korábbi évekkel összehasonlítva. Ami a játékosokat illeti, Szoboszlai Dominiknél (2,75) egyedül Harry Kane (2,79) ért el magasabb xG értékkel az összes A-ligás játékos közül.
Az xG-t az főként az újságírók és a trénerek alkalmazzák a korábbi mérkőzések elemzésére, de a bukmékerek és a fogadóirodák is szívesen használják a jövőbeli eredmények előrejelzésére. 
A tehetséges és alulárazott, jó ár/érték arányú játékosok felkutatására a játékosmegfigyelők is felhasználják ezeket az adatokat.

## Kiterjesztés
Ennek a módszernek az alkalmazását kiterjesztik más statisztikák elemzésére is, mint pl. 
- várt asszisztok (xA, azon asszisztok száma, amelyeket meg kellett volna adni) ;
- várható kapott gólok (xGa), ami az xG hányadost (xG/xGa) adja meg;
- a várható pontok (xP), azaz a pontok száma, amelyekkel a tabellán rendelkeznünk kellene;
- a várható pontos átadás (szintén xP), a jó passzok valószínűsége.[14]